# 莱桑德·卡特勒
莱桑德·卡特勒（Lysander Cutler，1807年2月16日—1866年7月30日），美国南北战争时期北方军荣誉晋升少将。
1864年，卡特勒在世界旅馆战役中受伤并因此退役。卡特勒原为陆军准将，退役前被荣誉晋升为陆军少将。